# Epiphragma sultanum
Epiphragma sultanum är en tvåvingeart som beskrevs av Alexander 1938. Epiphragma sultanum ingår i släktet Epiphragma och familjen småharkrankar. Inga underarter finns listade i Catalogue of Life.